# Resolució 2168 del Consell de Seguretat de les Nacions Unides
La Resolució 2168 del Consell de Seguretat de les Nacions Unides fou adoptada per unanimitat el 30 de juliol de 2014. Després de reafirmar totes les resolucions sobre el conflicte de Xipre el Consell va ampliar el mandat de la Força de les Nacions Unides pel Manteniment de la Pau a Xipre (UNFICYP) durant sis mesos més fins al 31 de gener de 2015.

## Detalls
L'11 de febrer de 2014 es van reprendre les negociacions entre grecoxipriotes i turcoxipriotes amb participació de Turquia i Grècia. Es va demanar que s'implementessin mesures per enfortir la confiança entre els dos grups de població. Es va destacar una vegada més la importància dels passos fronterers a la línia verda.
Una solució al conflicte a Xipre és en interès de tots els xipriotes, també en l'àmbit econòmic. Per això, es va instar als seus líders a utilitzar retòrica positiva i explicar els beneficis d'un acord i la necessitat de flexibilitat i el compromís d'explicar-ho amb claredat.
Mentrestant, la situació a l'illa i al llarg de la línia verda es va mantenir estable. Es va demanar a les parts que no fessin res que augmentessin les tensions. Continuaven bloquejant l'accés als camps de mines a la línia verda. També va demanar l'obertura de tots els àmbits del Comitè de Persones Desaparegudes, cosa que també beneficiaria la reconciliació entre les dues comunitats.
El mandat de la UNFICYP es va ampliar fins al 31 de gener de 2015. Es va demanar a les parts que cooperessin amb la UNFICYP sobre la demarcació de la zona d'amortiment. També es va demanar als turcoxipriotes que restauressin l'statu quo a Strovilia anterior a 2000.